# Miasto (singel)
Miasto – drugi singel polskiej piosenkarki Roksany Węgiel z jej drugiego albumu studyjnego, zatytułowanego 13+5. Singel został wydany 28 lutego 2023.
Kompozycja znalazła się na 7. miejscu listy OLiA, najczęściej odtwarzanych utworów w polskich rozgłośniach radiowych. Nagranie otrzymało w Polsce status platynowego singla, przekraczając liczbę 50 tysięcy sprzedanych kopii.

## Geneza utworu i historia wydania
Utwór napisali i skomponowali Roksana Węgiel, Kevin Mglej, Jeremi Sikorski, Andrzej Jaworski i Albert Markiewicz, natomiast za produkcję piosenki odpowiadają Wolf House.
Singel ukazał się w formacie digital download 28 lutego 2023 w Polsce za pośrednictwem wytwórni płytowej Unity Records. Kompozycja została umieszczona na drugim albumie studyjnym Węgiel – 13+5.
Piosenka znalazła się w grupie dwudziestu jeden polskich propozycji, spośród których polski oddział stowarzyszenia OGAE wyłaniał reprezentanta kraju na potrzeby plebiscytu OGAE Song Contest 2023.
31 grudnia 2023 utwór został wykonany podczas Sylwestra z Dwójką emitowanego na antenie stacji TVP2 w Zakopanem. 24 maja 2024 wykonała singel podczas Polsat Hit Festiwal 2024.

## „Miasto” w stacjach radiowych
Nagranie było notowane na 7. miejscu w zestawieniu OLiA, najczęściej odtwarzanych utworów w polskich rozgłośniach radiowych.

## Teledysk
Do utworu powstał teledysk, który udostępniono 1 marca 2023 za pośrednictwem serwisu YouTube.

## Lista utworów
- Digital download[2]

1. „Miasto” – 2:25

## Notowania
| Kraj   | Lista (2023)             | Najwyższa pozycja |
| ------ | ------------------------ | ----------------- |
| Polska | OLiS – single w streamie | 47                |

| Kraj   | Lista (2023)                   | Najwyższa pozycja |
| ------ | ------------------------------ | ----------------- |
| Polska | OLiS – oficjalna lista airplay | 7                 |

| Kraj   | Lista (2023)                   | Pozycja |
| ------ | ------------------------------ | ------- |
| Polska | OLiS – oficjalna lista airplay | 49      |

## Certyfikaty
| Kraj          | Certyfikat      | Sprzedaż |
| ------------- | --------------- | -------- |
| Polska (ZPAV) | platynowa płyta | 50 000+  |

## Wyróżnienia
| Rok  | Konkurs                  | Kategoria    | Rezultat    |
| ---- | ------------------------ | ------------ | ----------- |
| 2023 | Przebój roku RMF FM 2023 | Przebój roku | 83. miejsce |